# Wim Kok
Willem "Wim" Kok (Bergambacht, 1938. szeptember 29. – Amszterdam, 2018. október 20.) holland munkáspárti politikus, szakszervezeti vezető. Hollandia miniszterelnöke volt 1994 és 2002 között.

## Élete

### Családi háttér
1938-ban született Bergambachtban, Dél-Holland tartományban. Édesapja Willem Kok (1910-1981) ács volt, édesanyja Neeltje de Jager (1913-2005) volt, öccse 7 évvel fiatalabb nála.

### Szakszervezeti hivatása
Érettségi után az Utrecht közelében levő Breukelenben járt a Nyenrode Üzleti Egyetemre, ahol üzleti szakos hallgató volt, diplomázása után 1961-ben a szociáldemokrata szellemiségű  Holland Szakszervezeti Szövetség (Nederlands Verbond van Vakverenigingen, NVV) kezdett el dolgozni. Itt 1973-ban a szakszervezet elnöke lett, a tisztséget 1982-ig töltötte be. 1982-ben a katolikus Holland Katolikus Szakszervezettel együtt az NVV beolvadt a Holland Szakszervezeti Szövetségbe (FNV). 1986-ban kilépett a szakszervezettől.

## Politikai pályája

### Képviselő és Pénzügyminiszter
1986-ban lett tagja a Képviselőháznak, miután az 1986-os holland választáson a Munkáspárt színeiben bejutott az alsóházba. A választások után Joop den Uyl a Munkáspárt addigi elnöke és frakcióvezetője 20 év után lemondott tisztségéről, a párt új elnöke Kok lett.  Kok egyben a párt új frakcióvezetője lett a Képviselőházban, ezzel egyidőben ő lett az ellenzék vezetője a Második Lubbers-kormánnyal szemben. 
Az 1989-es választásokon ugyan Ruud Lubbers győzött a Kereszténydemokrata Tömörüléssel, ám a liberális-konzervatív Szabadság és Demokrácia Néppártja számos mandátumot vesztett, ami miatt Rubbers a Munkáspárttal kötött kormánykoalíciót. A Harmadik Lubbers-kormányban pénzügyminiszter lett, amit 1989 és 1994 között töltött be.

### Miniszterelnök

#### Első Kok-kormány (1994-1998)
1994-es holland választáson 24%-kal a Munkáspárt győzött, így Wim Kok alakíthatott kormányt. A kormánykoalíciónak a 66-os demokraták és a VVD lett a tagja. A pártok színeinek a kombinációja miatt ezt a kormány lila koalíciónak is nevezték. Ez a kormánykoalíció történelmi fordulópont is volt Hollandia életében, mert 1908 óta most először nem volt kereszténydemokrata párt a koalíció tagja. Ezzel létrejött egy konzervatív liberális-munkáspárti és balliberális kormánykoalíció. 
Az Első Kok-kormány fő célkitűzése a foglalkoztatás növelése volt, hiszen a holland gazdaság mély recesszión esett át. A piacnak nagyobb szerepet tulajdonított a kormány. Ennek érdekében adócsökkentést hajtottak végre, a szociális segélyek helyett az embereket a foglalkoztatás felé terelték. Emiatt nagy infrastrukturális beruházások kezdődtek meg. Másik fő cél volt a holland államadósság csökkentése volt.
A szociális juttatások rendszerét is megváltoztatta a kormány: megváltoztatták az özvegyi nyugdíjhoz való hozzáférés jogosultságát.
Ez alatt a ciklus alatt írták alá az Amszterdami Szerződést. A kabinet idejében történt meg a Srebrenicai mészárlás, amiben felmerült az Első-Kok kormány felelőssége is. A ciklus alatt nagy mértékű gazdasági növekedés kezdődött meg és a munkanélküliség is csökkent, 1996-ban 2,7%-os GDP növekedés volt, ami akkoriban semelyik más európai uniós országban nem volt. Sikerült a kormánynak a maastrichti kritériumokat is teljesítenie.
Az 1998-as általános választáson a kormánykoalíció megtartotta parlamenti többségét.

#### Második Kok-kormány (1998-2002)
A második ciklusban ugyanaz a koalíció vezette tovább Hollandiát. Folytatódott az előző ciklusban elkezdett takarékoskodó, adócsökkentő és munkanélküliséget csökkentő politika. A koalíció első komoly problémája 1999 májusában volt, ugyanis a 66-os Demokraták kiléptek a koalícióból, miután népszavazást szerettek volna az alkotmányos reformok miatt, amit a koalíció többi tagja elutasított. Rövidesen visszatértek a koalícióba. Ez a kormány szavazta meg az eutanáziát és ők szavazták meg az azonos neműek házasságát 2001-ben, amivel Hollandia a világ első ilyen országává vált. 
2001. december 15.-én Kok bejelentette, hogy a 2002-es választás után visszavonul a politikától, ugyanezen a napon lemondott a Munkáspárt elnöki tisztségéből.
2002. április 16.-án Wim Kok benyújtotta lemondását, miután nyilvánosságra került a Holland Háborús Dokumentációs Intézet jelentése a Srebrenicai mészárlásról. A jelentésben az ENSZ mellett a holland kormányt hibáztatták a Srebrenicai mészárlás megtörténése miatt, ugyanis a holland kormány megfelelő felszerelés nélkül küldte a holland békefenntartókat a boszniai településre. A jelentésből az is kiderült, hogy a holland katonák utasítást is kaptak, hogy kerüljék el a konfliktusokat.

### Hagyatéka
Wim Kokot utólag számos dicséret övezi a harmadik utas szociáldemokrácia hollandiai meghonosítása miatt illetve a polder modell értelmében a lila koalíció vezetése miatt is. Megvalósított számos szociális reformot, a gazdaságban több privatizálást hajtott végre kormánya, növelte a foglalkoztatást és csökkentette az államadósságot 73%-ról 48%-ra.

## Politika utáni élete
A 2002-es választás után otthagyta a holland politikai életet és az Európai Unió egyik lobbystája lett emellett számos holland tulajdonú vállalat felügyelőbizottsági tagja lett (Royal Dutch Shell, KLM, Stork, Anne Frank Alapítvány, TNT Post, ING Group)

## Fordítás
- Ez a szócikk részben vagy egészben  a   Wim Kok című angol Wikipédia-szócikk ezen változatának fordításán alapul.  Az eredeti cikk szerkesztőit annak laptörténete sorolja fel. Ez a jelzés csupán a megfogalmazás eredetét és a szerzői jogokat jelzi, nem szolgál a cikkben szereplő információk forrásmegjelöléseként.